# Estación de Zurbaranbarri
Zurbaranbarri es una estación de la Línea 3 del Metro de Bilbao subterránea, situada en el bilbaíno barrio homónimo. Entró en funcionamiento el 8 de abril de 2017.
La estación, en caverna, fue construida por Norman Foster al estilo de las estaciones de las Líneas 1 y 2, si bien cuenta con pequeñas mejoras respecto a las anteriores. Tiene tres accesos: por escaleras mecánicas, pasillo rodante y ascensor.

## Nuevos ascensores
El 6 de diciembre de 2018 se dio a conocer que el Gobierno vasco había comenzado a ejecutar la primera obra de mejora de cierto calado en el interior de las instalaciones. El Ejecutivo autonómico, a través de la sociedad pública Euskal Trenbide Sarea (ETS), construyó dos ascensores en la estación de Zurbaranbarri para facilitar a las personas con problemas de movilidad o a los progenitores con sillitas de bebé acceder al andén desde el cañón de la calle Zumaia.
Además de habilitarse los dos elevadores que conectan los andenes con la mezzanina más próxima a dicha calle, también se pusieron dos canceladoras.
El proyecto estuvo concluido en enero y su puesta en servicio fue inmediata.

## Accesos
- Vía Vieja de Lezama (salida Vía Vieja de Lezama)
- C/ Zumaia, 35 (salida Zumaia)
- Barrio Zurbaranbarri, 62 (ascensor doble) (salida Vía Vieja de Lezama)

## Galería de fotos

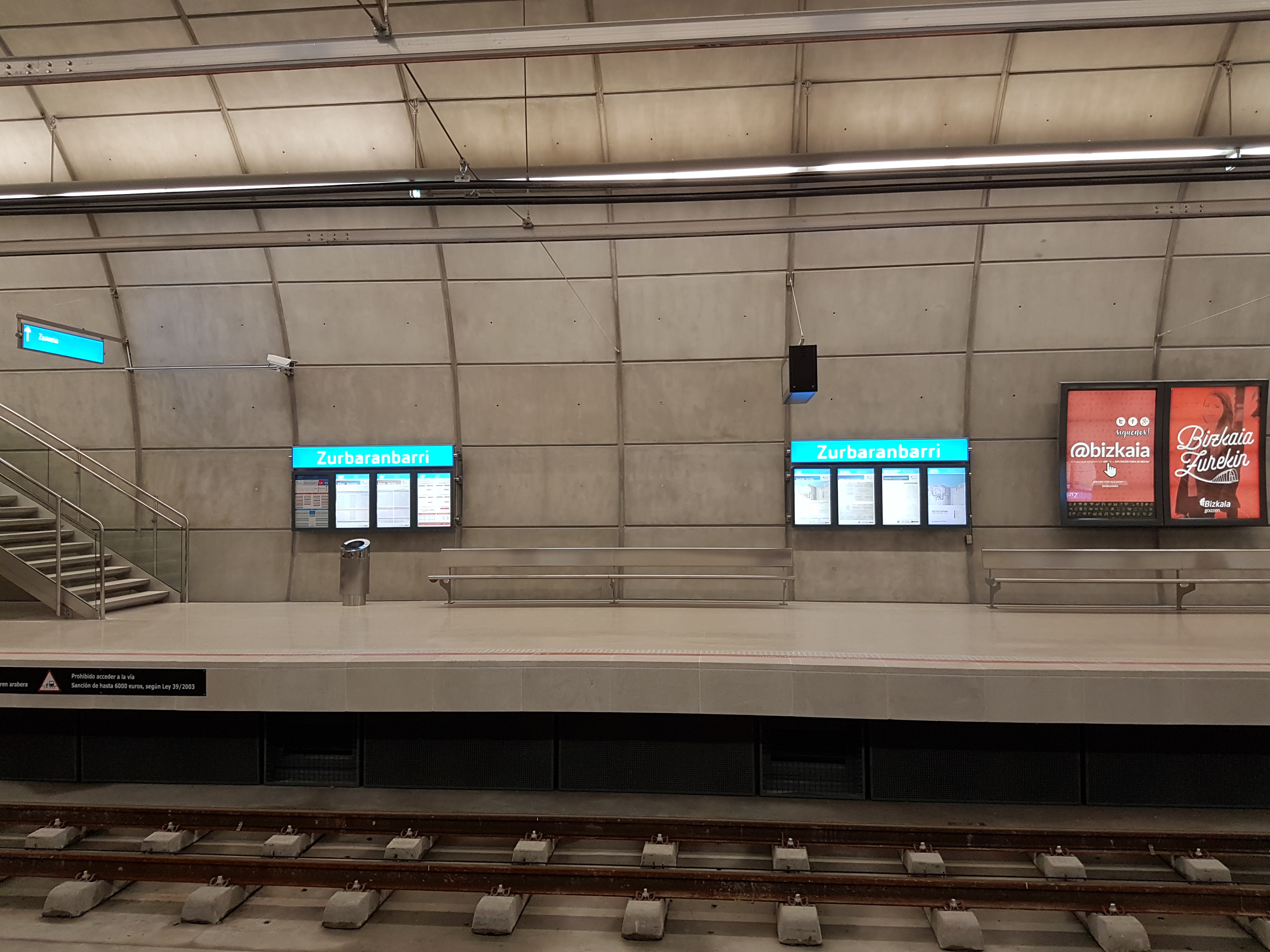
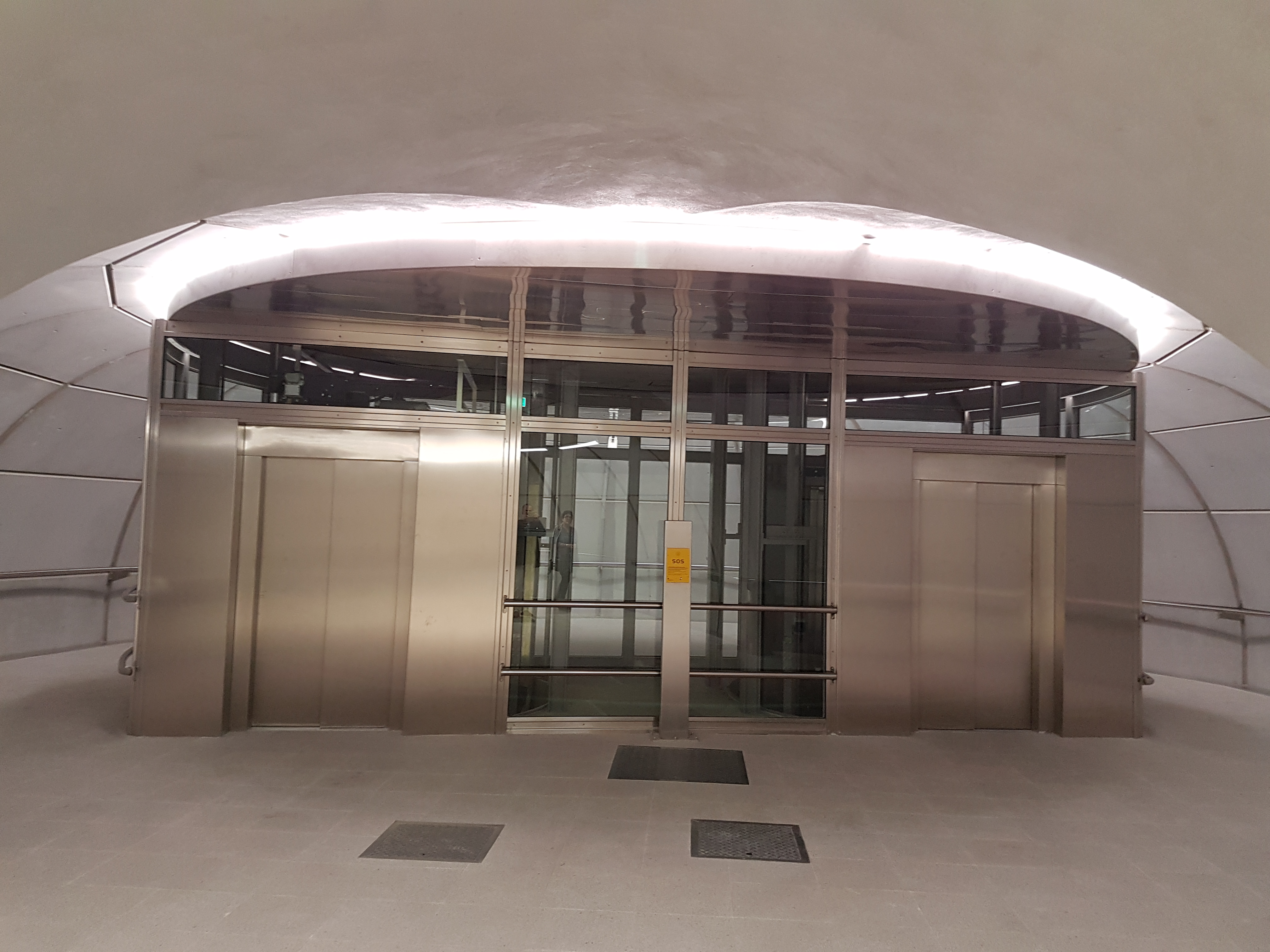
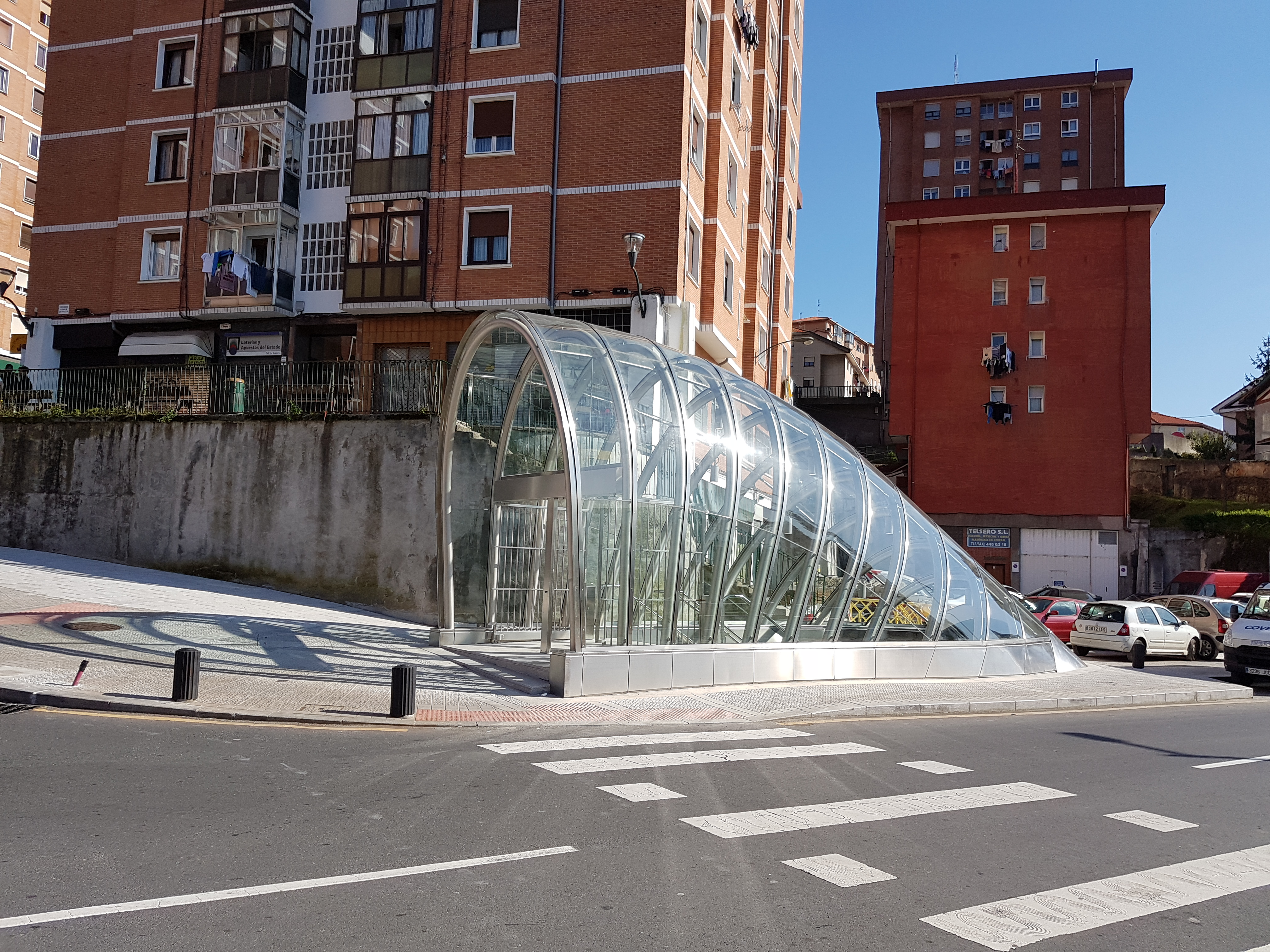

### Accesos nocturnos
- Vía Vieja de Lezama (salida Vía Vieja de Lezama)
- Barrio Zurbaranbarri, 62 (ascensor doble) (salida Vía Vieja de Lezama)